# Женски центар Ужице
Женски центар Ужице је невладина организација посвећена унапређењу положаја жена у заједници са посебним освртом на економско оснаживање жена из рањивих група и пружање подршке женама у ситуацији насиља. Њихов рад се заснива на принципима солидарности, уважавању различитости и родне равноправности.
Мисија организације: Побољшање квалитета живота жена остваривањем женских људских права и њиховом  самореализацијом. 
Циљ организације: Унапређивање положаја и квалитета живота свих жена, а посебно жена из угрожених  група кроз: 
- чињење женског питања видљивим у локалној средини;
- подизање свести жена о њиховим правима, потенцијалу и положају;
- пружање подршке женама у остваривању њихових права, потенцијала и  побољшању положаја;
- повезивање са другим НГО и укључивање у женску мрежу.

Програми организације: ЖЦУ своје циљеве остварује кроз три програма:
1. здравствени;
2. економски и
3. образовни

Принципи организације: ЖЦУ се руководи феминистичким принципима и принципима толеранције и демократског дијалога.

## Развој организације
Женски центар Ужице је невладина организација основана 4. августа 1998. године као резултат иницијативе 15 жена чији је циљ био да се у локалној средини проговори о реалном положају жена, али и да се жене активирају у остваривању својих права и економски оснаже. Истичу, да циљеве организације остварују кроз:
1. Едукацију и повезивање жена у остваривању њихових права;
2. Иницирање и пружање подршке за развој предузетничких иницијатија у сфери агробизниса и очувања животне средине;
3. Пружањем услуге СОС телефона и психосоцијалне подршке за жене са искуством насиља;
4. Сарадњу са институцијама, стручним удружењима и другим организацијама који се баве темом родне равноправности и другим темама важним за унапређење положаја жена.

У складу са потребама жена, друштвеним приликама и могућностима, 2000. године основани су здравствени, образовни и економски програм. Сваки од програма је допринео препознатљивости и развоју организације. У периоду од 2000. до 2008. године организоване су различите обуке за незапослене жене и пружена им је подршка у самосталном покретању бизниса и оснивању задруга.  
Најзначајнија постигнућа из овог периода су: 
- од 100 жена које су прошле програм обуке за књигодство 38% се запослило у року од два месеца након обуке;
- основано је 13 женских задруга;
- 1 предузеће и
- 15 самосталних радњи и агенција.

### Економско оснаживање жена[2]
Економски програм је настао у тренутку када је велики број жена остајао без посла и када су друштвене околности тражиле да се пронађу начини да се женама помогне да повећају сопствене шансе за запошљавање. Економски програм Женског центра Ужице, успостављен је 2000. године са циљем да се женама помогне у тешком транзиционом периоду да дођу до нових послова. Иницијатива за његово успостављање настала је на састанку Асоцијације женских иницијатива (АЖИН), 8. марта 2000. у Београду. У оквиру састанка је од стране женских организација усвојена стратегија активног учешћа у пружању подршле женама да се економски оснаже, стекну нове пословне вештине и дођу до средстава за започињање самосталних послова.
Како је друштво правило снажан заокрет ка моделима запошљавања какви постоје  у савременим развијеним земљама, Женски центар Ужице се определио за  конципирање неколико програма обука и оснаживања који су одговарали потребама  жена кроз: 
- Подстицање жена да покрену самосталне бизнисе. У оквиру овог програма, организоване су обуке кроз које су полазнице могле да: науче да боље разумеју своју позицију на тржишту и стекну знање за израду бизнис плана и вођење успешног бизниса.

- Обуке за незапослене жене, по струци економске техничарке и економисткиње, за рад на рачунару, информатичко књиговодство, примену пореских прописа и практичан рад у струци.
- Подстицање жена за удруживање у задруге кроз тренинге „Пет корака до бизниса, шест до задруга„ што је резултирало оснивањем неколико задруга у Ужицу: земљорадничке задруге „Про фемине Здравчица“, образовне задруге „Софија“, пословне задруге „Алијанса“ и здравствене задруге „Св. Мина“.
- Омогућавање запошљавања жена из тешко запошљивих група кроз рад  новооснованих задруга. Међу женама које су из различитих разлога губиле посао или постајале неконкурентне на тржишту рада, један број је, због образовања и искуства у послу који су раније обављале, имао способности и спремност да води задруге, у којима би се онда ангажовале и жене из других тешко запошљивих група (жене жртве породичног насиља, избегле и расељене жене, жене са измењеним психичким стањем, инвалидкиње и самохране мајке). Овај начин запошљавања и организовања жена из тешко запошљивих група представља модел за њихово економско укључивање и самосталност чак и у условима велике незапослености.

Кроз спровођење ових програма уочиле су препреке за запошљавањем већег броја жена, бржег активирања незапослених жена, као и тешкоће са којима се сусрећу оне које желе да воде сопствени бизнис или се удруже у задруге. Женски центар Ужице је ова своја запажања износио у јавности на конференцијама и путем писаних поднесака потпредседнику Владе РС и председнику РС. Неки од њихових апела имали су одјека, од којих издвајају следеће:  
- предлог за допуну радног материјала Устава Републике Србије у делу облика својине који је упућен председнику Републике Србије Борису Тадићу у име женских организација које се баве развојем женског задругарства.
- жалбу Министру финансија Божидару Ђелићу на рад Трговинског суда у Ужицу који је одбио да региструје образовну задругу „Софија“ у Ужицу;

#### Најзначајнији пројекти Економског програма:
1. „Знање је моћ” (2000. год.) чији је циљ било стицање додатних знања  и вештина, доквалификација 40 незапослених жена са тржишта рада ради лакшег  запошљавања. Обука је трајала 6 месеци и обухватила је обуку за рад на рачунару, информатичко књиговодство и коришћење интеренета. Женама је био обезбеђен бесплатан превоз. У току две године све жене које су прошле обуку нашле су запослење;
2. „Жене женама до запослења”(2002. год.), пројекат намењен незапосленим женама економске струке, резултирао је високим запошљавањем: чак 38% жена је два месеца након завршетка обуке нашло запослење, или отворило своје агенције за вођење књиговодства;
3. Кампања „Економски равноправне” и кампања „За нас за друге” (2003. год.) Ове две кампање покренуте су након што је 8. марта 2003. год. на састанку  Женске мреже који је организовао АЖИН (Асоцијација за женску иницијативу из  Београда), усвојена Стратегија активног учешћа женских организација у креирању политика за запошљавање жена, која се темељила на Пекиншкој декларацији и Платформи за акцију. Женски центар Ужице је учествовао у овим кампањама заједно са 10 других женских организација на нивоу Србије.
4. Заступање радница из „Импол Севала” (Ваљаонице алуминијума Севојно) против дискриминације (2005. год.);
5. „Женски покрет женска мрежа” (2007-2011) био је пројекат кроз који је пружана подршка женама са села да се самоорганизју кроз формирање удружења и актива у сеоским месним заједницама (МЗ), у општинама Власотинце, Бечеј,  Чајетина, Пријепоље и Ужице. Пројекат је обухватио преко 3.000 жена и покренуо бројне иницијативе: међусеоску сарадњу, афирмацију женског стваралаштва и економских потенцијала, осмишљавање и креирање програма за запошљавање  жена и субвенција у пољопривреди (финансираних из буџета локаланих самоуправа), као и бројне студијске посете;
6. „Оснаживање незапослених жена и мушкараца” (2009. година);  У периоду од 2000. до 2008. године организоване су различите обуке за незапослене жене и пружена им је подршка у самосталном покретању бизниса и оснивању задруга. Најзначајнија постигнућа из овог периода су:
  - од 100 жена које су прошле програм обуке за књигодство 38% се запослило у року од два месеца након обуке;
  - основано је 13 женских задруга;
  - 1 предузеће и
  - 15 самосталних радњи и агенција.

### Рециклажа текстила - РЕТЕКС
РЕТЕКС је иновативни центар за прикупљање и рециклажу текстила, осмишљен 2010. године као програм Женског центра Ужице. Представља резултат препознатих потреба запошљавања жена из рањивих група и потреба локалне заједнице за побољшањем квалитета система примарне селекције отпада. Утемељен је на сазнању да се текстил не користи као сировина за рециклажу иако учествује са 4-6% у укупном комуналном отпаду. Циљ овог пројекта, који је и даље у току је економско и психолошко оснаживање жена из рањивих и тешко запошљивих група, и то путем утицаја на основне изворе рањивости (незапосленост, неактивност и социјална искљученост). Основна идеја пројекта је да се изгради модел за укључивањем различитих категорија становништва које се сматрају рањивим и то кроз стварање радног амбијента који ће подстицати њихову активност и мотивацију за укључивање и друштвену ангажованост, а који ће уједно бити у складу са њиховим могућностима и потенцијалима. Креиран је на принципима одрживог развоја и представља синергију друштвених социјалних и еколошких циљева, конципиран у три целине:  
1. Сервис за прикупљање и донирање текстила чије услуге користи око 280 социјално угрожених породица и до сада је донирано више од 21000 комада текстила и сортирано 60 тона текстила за рециклажу. Донирање се врши сваког четвртка и петка у периоду од 10-14 часова (неопходна је лична карта);
2. Радионица за производњу производа из асортимана текстилне галантерије је опремљена са 5 шиваћих машина, индустријском машином за прање и сушење и са индистријском пеглом, као и са три специјализована контејнера за прикупљање текстила. Обучено је 20 жена за рад у радионици, урађена је студија о потребама за производима од рециклираног текстила на подручју Србије и Црне Горе (ИПСОС). Производе корпоративне поклоне и сувенире од рециклираног текстила (цегери, торбе, несесри, дечије играчке, јастучићи) за институције, компаније и појединце.
3. Развојни део РЕТЕКС-а – Радионица за производњу рециклираног текстилног влакна које се користи као улазна сировина за индустрију нетканог текстила за производњу различитих, звучних, топлотних и подних изолација.

### СОС ТЕЛЕФОН
Женски центар Ужице је успоставио специјализовани СОС телефон за жртве породичног и партнерског насиља у августу 2015. године, а лиценцирао ову услугу у јуну 2018. Добијањем лиценце СОС телефон Ужице је постао део система социјалне заштите, што значи да испуњава све стандарде и услове за пружање ове услуге. 
У оквиру ове услуге, пружају психосоцијалну подршку кроз информисање и упућивање жртава путем СОС телефона на индивидуалне и групне психолошке консултације са жртвама у просторијама Женског центра и бесплатно правно информисање: СОС телефонске правне консултације и правно информисање у просторијама Женског центра.
За време трајања ове услуге имале су 5732 примљених позива, 721 жена им се обратила и покренули су 129 правних поступака.  

## Филм о организацији
О организацији Женски центар Ужице направљен је и филм.